# Resolutie 218 Veiligheidsraad Verenigde Naties
Resolutie 218 van de Veiligheidsraad van de Verenigde Naties werd op 23 november 1965 aangenomen met zeven stemmen voor, geen stemmen tegen en met onthoudingen van Frankrijk, Nederland, het Verenigd Koninkrijk en de Verenigde Staten.
De resolutie eiste dat Portugal zich terugtrok uit zijn Afrikaanse koloniën, en aan deze koloniën onafhankelijkheid verleende.

## Achtergrond
Toen na de Tweede Wereldoorlog de dekolonisatie van Afrika op gang kwam, ontstonden ook in de Portugese koloniën op het continent onafhankelijkheidsbewegingen. In tegenstelling tot andere Europese landen voerde het dictatoriale regime dat Portugal destijds kende dertien jaar lang oorlog in Angola, Guinee-Bissau, Kaapverdië en Mozambique. Behalve in Guinee-Bissau kon het Portugese leger overal de bovenhand halen, maar de oorlog kostte handenvol geld en het land raakte internationaal geïsoleerd. Pas toen de Anjerrevolutie in 1974 een einde maakte aan de dictatuur, werden ook de koloniën als laatsten in Afrika onafhankelijk.

## Inhoud
De oorlog die Portugal voerde tegen de onafhankelijkheidsbewegingen in zijn Afrikaanse koloniën was door 32 Afrikaanse landen ter attentie gebracht. Portugal had reeds verschillende resoluties over de kwestie naast zich neergelegd, en voerde de repressieve maatregelen en militaire operaties nog verder op. Opnieuw werden volgende eisen gesteld:
- Het recht op zelfbeschikking en onafhankelijkheid erkennen.
- De repressie beëindigen en de troepen tot dat doel terugtrekken.
- Politieke amnestie afkondigen en omstandigheden creëren die vrije partijvorming toelaten.
- Onderhandelen met de vertegenwoordigers van die partijen teneinde de macht over te dragen aan vrij verkozen vertegenwoordigers van het volk.
- Onmiddellijk onafhankelijkheid verlenen aan alle koloniën.

Andere landen werden gevraagd Portugal geen steun te verlenen waarmee het de repressie kon verderzetten of wapens te verkopen, en secretaris-generaal U Thant te laten weten welke maatregelen ze hiertoe namen.

## Verwante resoluties
- Resolutie 183 Veiligheidsraad Verenigde Naties
- Resolutie 204 Veiligheidsraad Verenigde Naties
- Resolutie 268 Veiligheidsraad Verenigde Naties
- Resolutie 273 Veiligheidsraad Verenigde Naties

Lijst ·  200 ·  201 ·  202 ·  203 ·  204 ·  205 ·  206 ·  207 ·  208 ·  209 ·  210 ·  211 ·  212 ·  213 ·  214 ·  215 ·  216 ·  217 ·  218 ·  219